# ماتئو جیانلو
ماتئو جیانلو (انگلیسی: Matteo Gianello؛ زادهٔ ۷ مهٔ ۱۹۷۶) بازیکن فوتبال اهل ایتالیا است.
از باشگاه‌هایی که در آن بازی کرده‌است می‌توان به باشگاه فوتبال هلاس ورونا، باشگاه فوتبال لودیجیانی کالچو، باشگاه فوتبال کیه‌وو ورونا، باشگاه فوتبال روبور سیه‌نا، باشگاه فوتبال سمپدوریا، و باشگاه فوتبال ناپولی اشاره کرد.